# Trivalea-Moșteni
Trivalea-Moșteni – wieś w Rumunii, w okręgu Teleorman, w gminie Trivalea-Moșteni. W 2011 roku liczyła 1037 mieszkańców.